# Proplatycnemis
Platycnemis is een geslacht van juffers uit de familie van de breedscheenjuffers (Platycnemididae).

## Soorten
- Proplatycnemis argioides (Ris, 1915)
- Proplatycnemis alatipes (McLachlan, 1872)
- Proplatycnemis aurantipes (Lieftinck, 1965)
- Proplatycnemis hova (Martin, 1908)
- Proplatycnemis longiventris (Schmidt, 1951)
- Proplatycnemis malgassica (Schmidt, 1951)
- Proplatycnemis melana (Aguesse, 1968)
- Proplatycnemis pallida (Aguesse, 1968)
- Proplatycnemis pembipes (Dijkstra, Clausnitzer & Martens, 2007)
- Proplatycnemis protostictoides (Fraser, 1953)
- Proplatycnemis pseudalatipes (Schmidt, 1951)
- Proplatycnemis sanguinipes (Schmidt, 1951)